# Christopher Dandeker
Christopher Dandeker (* 1950) ist ein britischer Militärsoziologe.

## Leben
Dandeker besuchte die Worthing High School for Boys in Broadwater und studierte Soziologie an der University of Leicester (BA, MA, PhD). 1973/74 war er Lecturer für Sozialwissenschaften am Sheffield Polytechnic und von 1974 bis 1990 für Soziologie in Leicester.
1990 wechselte er an das Department of War Studies am King’s College London. 1990 wurde er ebendort Professor für Militärsoziologie. Von 1997 bis 2001 stand er dem Department of War Studies und von 2005 bis 2008 der School of Social Science and Public Policy vor.
Er ist Co-Direktor King’s Centre for Military Health Research, Fellow/Council des Inter-University Seminar on Armed Forces and Society, Associate Editor des Journals Armed Forces & Society und Vizepräsident der Forschungsgruppe „Armed Forces and Conflict Resolution“.

## Auszeichnungen
- 2011: Academician of the Social Sciences of the United Kingdom
- 2011: Morris Janowitz Career Achievement Award
- 2012: Fellow, King’s College London

## Schriften (Auswahl)
- mit Terry Johnson, Clive Ashworth: The Structure of Social Theory: Dilemmas and Strategies (= Contemporary social theory). Macmillan Education, London 1984, ISBN 0-333-30624-4.
- Surveillance, Power and Modernity: Bureaucracy and Discipline from 1700 to the Present Day. Polity Press, Cambridge 1990, ISBN 0-7456-0037-9.
- (Hrsg.): Nationalism and Violance. Transaction Publishers, New Brunswick 1997, ISBN 1-56000-339-1.
- mit Bernard Boëne (Hrsg.): Les armées en Europe. Éd. la Découverte, Paris 1998, ISBN 2-7071-2860-0.
- mit Gerhard Kümmel, Giuseppe Caforio (Hrsg.): Armed Forces, Soldiers and Civil-Military Relations. Essays in Honor of Jürgen Kuhlmann (= Schriftenreihe des Sozialwissenschaftlichen Instituts der Bundeswehr. Band 7). VS Verlag für Sozialwissenschaften, Wiesbaden 2009, ISBN 978-3-531-91409-1.